# Liste der Bischöfe von Lleida
Die folgenden Personen waren Bischöfe von Lleida, Katalonien (Spanien):
- Itxio 203
- Filo 227
- Joan 230
- Pere 258
- Marius Seli 259
- Lleir 268–311
- Diperdio 313
- Amili 380
- Prudenci 400
- Atanasi 413
- Saguici 413
- Jakob 419
- Seberi 460
- Fortunat 517
- Pere 519
- Andreu 540
- Februari 546
- Polibi 589
- Julia 592
- Ameli 599
- Gomarelo 614
- Fructuos 633
- Gandeleno 653
- Eusendo 683
- Esteve 714
- Medard 788
- Jakob I. 842
- Adulfo 887–922
- Aton 923–955
- Odisendo 955–975
- Aimerico I. 988–991
- Jakob II. 996
- Aimerico II. 1006–1015
- Borrell 1017–1019
- Arnulf I. 1023–1067
- Salomo O.S.B. 1068–1075
- Arnulf II. 1075–1076
- Pere Raimund Dalmaci 1076–1094
- Lupo 1094–1097
- Ponç O.S.B. 1097–1104
- Ramon II. 1104–1126
- Esteve 1126
- Pere Guillem O.S.B. 1126–1134
- Ramir O.S.B. 1134
- Gaufrid O.S.B. 1135–1143
- Wilhelm Pérez de Ravitats 1143–1776
- Berengar von Barcelona 1177–1190
- Gombau de Camporrells 1191–1205
- Berenguer de Eril 1205–1235
- Pere de Albalate 1236–1238
- Raimund de Siscar O.C. 1238–1247
- Guillem de Barberà O.C. 1248–1255
- Berenguer de Peralta O.P. 1256
- Guillem de Moncad 1257–1278
- Guillermo Bernáldez de Fluviá 1282–1286
- Gerald de Andria 1290–1298
- Pere del Rei 1299–1308
- Ponce de Aguinaliu 1308–1313
- Guillem de Aranyó O.P. 1314–1321
- Ponç de Villamur 1322–1324
- Raimund de Avignó 1324–1327
- Arnau de Cescomes 1327–1334
- Ferrer de Colom 1334–1340
- Jaume Sitjó 1341–1348
- Esteve Mulceo 1348–1360
- Romeo de Cescomes 1361–1380
- Raimund 1380–1386
- Gerard de Requesens 1387–1399
- Pere de San Clemente 1399–1403
- Joan Bauphes 1403
- Pere Zagarriga 1404–1407
- Pere de Cardona 1407–1411 (Haus Folch de Cardona)
- Domingo Ram 1415–1434
- García Aznárez de Añón 1435–1449
- Antoni Cerdà 1449–1459
- Luis Juan del Milà 1461–1510
- Joan de Enguera O.P. 1510–1512
- Jaume Conchillos O.M. 1512–1542
- Martí Valero 1542
- Ferran de Loaces O.P. 1543–1553
- Joan Arias 1553–1554
- Miquel Despuig 1556–1559
- Antoni Agustín 1561–1576
- Miguel Thomas de Taxaquet 1577–1578
- Carles Doménech C.R.S.A. 1580–1581
- Benito Tocco O.S.B. 1583–1585
- Gaspar Joan de la Figuera 1585–1586
- Joan Martínez de Villatoriel 1586–1591
- Pere de Aragón 1592–1597
- Francesc Virgili 1599–1620
- Pere Antón Serra 1621–1633
- Antonio Pérez O.S.B. 21. Februar 1633–28. November 1633
- Pere de Magarola 22. März 1634–20. Dezember 1634
- Bernardo Caballero de Paredes 1635–1642
- Pere de Santiago O.S.A. 1644–1650
- Miquel de Escartín Arbeza O. Cist. 1656–1664
- Braulio Sunyer 1664–1667
- Josep Ninot 1668–1673
- Jaume Copons 1673–1680
- Francesc Berardo 1680–1681
- Miquel Jeroni de Molina 1682–1698
- Joan de Santa M. Alonso 1699–1700
- Francesc de Solísi Hervás O.M. 1701–1714
- Francesc Olasso Hipenza O.S.A. 1714–1735
- Gregorio Galindo 1736–1756
- Manel Macías Pedrejón 1757–1770
- Joaquín Antonio Sánchez Ferragudo 1771–1783
- Jeroni María de Torres 1783–1816
- Manel de Villar 1816–1817
- Remigi Lasanta Ortega 6. Juni 1818–14. November 1818
- Simó A. de Rentería Reyes 1819–1824
- Pau Colmenares O.S.B. 1824–1832
- Julià Alonso i Vecino O. Praem. 1833–1844
- Josep D. Costa i Borràs 1848–1850
- Pere Cirilo Uriz i Labaury 1850–1861
- Marià Puigllat i Amigó 1861–1870
- Tomàs Costa i Fornaguera 1875–1889
- Josep Meseguer i Costa 1889–1905
- Joan A. Ruano i Martín 1905–1914
- Josep Miralles Sbert 1914–1925
- Manuel Irurita Almándoz 1926–1930
- Salvi Huix Miralpeix C.O. 1935–1936
- Manuel Moll i Salord 1938–1943 (Administrator)
- Joan Villar i Sanz 1943–1947
- Aurelio del Pino Gómez 1947–1967
- Ramón Malla Call 1968–1999
- Francesc-Xavier Ciuraneta Aymí 1999–2007
- Javier Salinas Viñals 2007–2008 (Administrator)
- Juan Piris Frígola 2008–2015
- Salvador Giménez Valls, 2015–2025
- Daniel Palau Valero, seit 2025